# Déséquilibre de liaison

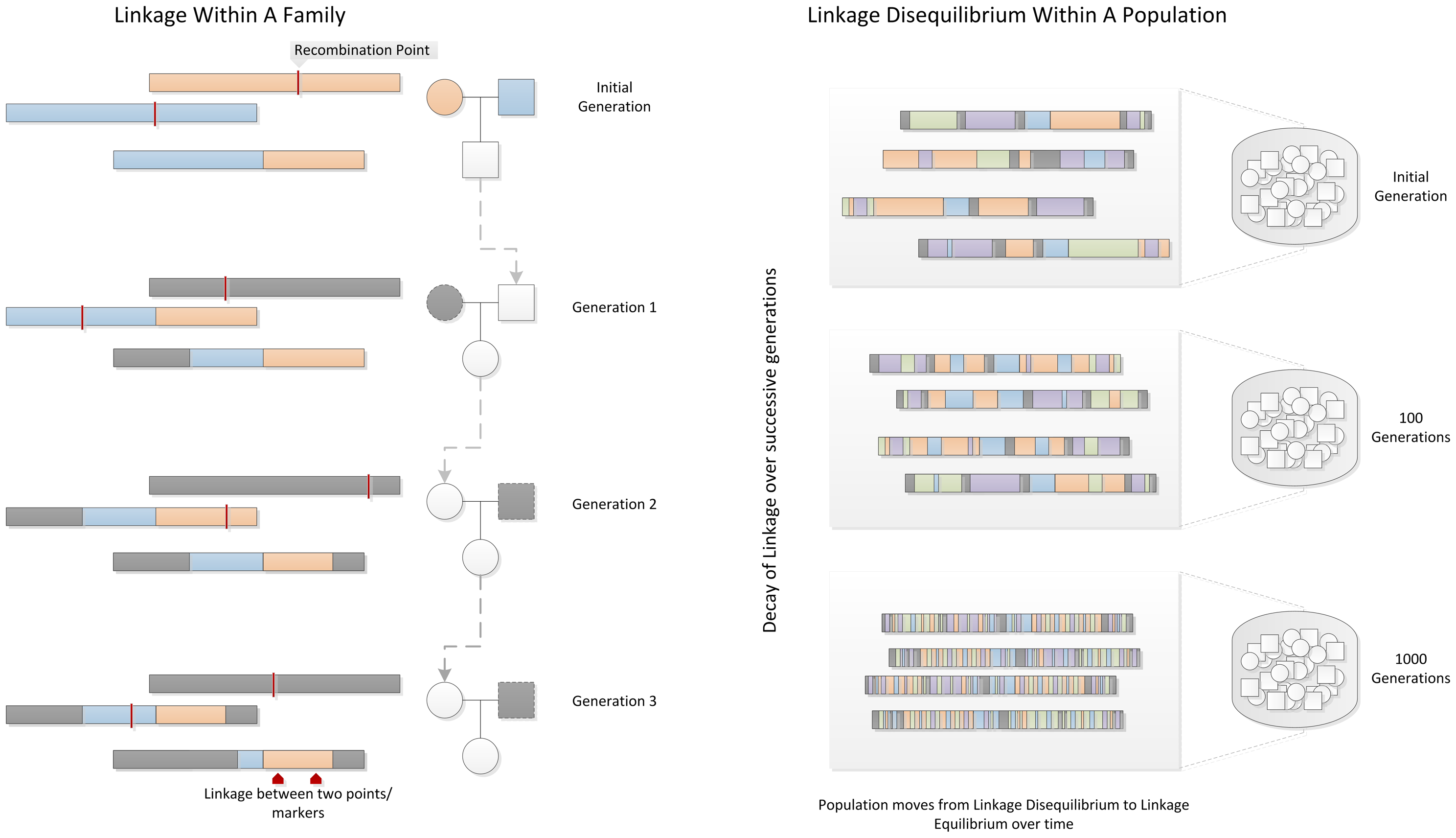
Représentation schématique du déséquilibre de liaison (en anglais).

En génétique des populations, on dit qu'il y a déséquilibre de liaison si la fréquence des allèles de deux loci différents A et B est différente de ce que donnerait une association aléatoire de ces allèles. Autrement dit, c'est un signe qu'il y a association préférentielle entre deux allèles.
De nombreux facteurs influent sur le déséquilibre de liaison, comme la sélection naturelle, le taux de recombinaison génétique, le taux de mutation, la dérive génétique, la stratégie de reproduction et la liaison génétique. Ainsi, l'étude du déséquilibre de liaison renseigne sur les processus génétiques qui structurent une population.

## Définition formelle
On s'intéresse aux gamètes créées dans une population à reproduction sexuée. On note {\displaystyle p_{A}} la fréquence d'apparition de l'allèle A sur un locus ({\displaystyle p_{A}} est la proportion de gamètes ayant l'allèle A sur ce locus). Sur un autre locus, l'allèle B apparaît avec une fréquence {\displaystyle p_{B}}. La proportion de gamètes ayant à la fois A et B est  notée {\displaystyle p_{AB}}.
Lorsque l'association entre A et B est aléatoire (c'est-à-dire quand A et B sont indépendants au sens statistique), la fréquence d'association des gamètes A et B est donnée par le produit {\displaystyle p_{AB}=p_{A}p_{B}}. Il y a déséquilibre de liaison lorsque {\displaystyle p_{AB}} diffère de {\displaystyle p_{A}p_{B}}.
Le niveau de déséquilibre de liaison entre A et B est quantifié par le coefficient de déséquilibre de liaison {\displaystyle D_{AB}} défini par  
{\displaystyle D_{AB}=p_{AB}-p_{A}p_{B}}
L'indice "AB" de {\displaystyle D_{AB}} indique que le déséquilibre de liaison est une propriété de la paire d'allèles {A, B}, et non pas une propriété de leurs loci respectifs. D'autres paires d'allèles sur ces deux mêmes loci peuvent avoir des valeurs de coefficient de déséquilibre de liaison différentes.